# أم زموع
أم زموع، هي قرية من فئة (ب) تقع في محافظة الدوادمي، والتابعة لمنطقة الرياض في السعودية. وتبعد أم زموع عن محافظة الدوادمي بمسافة تقارب () كم.